# Леми (Бразилия)
Леми (порт. Leme) — муниципалитет в Бразилии, входит в штат Сан-Паулу. Составная часть мезорегиона Пирасикаба. Входит в экономико-статистический микрорегион Лимейра. Население составляет 90 027 человек на 2006 год. Занимает площадь 403,077 км². Плотность населения — 223,3 чел./км².

## История
Город основан 29 августа 1876 года.

## Статистика
- Валовой внутренний продукт на 2003 год составляет 670 153 115,00 реалов (данные: Бразильский институт географии и статистики).
- Валовой внутренний продукт на душу населения на 2003 год составляет 7812,83 реалов (данные: Бразильский институт географии и статистики).
- Индекс развития человеческого потенциала на 2000 год составляет 0,796 (данные: Программа развития ООН).

## География
Климат местности: горный тропический. В соответствии с классификацией Кёппена, климат относится к категории Aw.